# Choerophryne darlingtoni
Espèce
Synonymes
- Cophixalus biroi darlingtoni Loveridge, 1948
- Albericus darlingtoni (Loveridge, 1948)

Statut de conservation UICN

 LC  : Préoccupation mineure
Choerophryne darlingtoni est une espèce d'amphibiens de la famille des Microhylidae.

## Répartition
Cette espèce est endémique de Papouasie-Nouvelle-Guinée. Elle se rencontre dans les provinces des Hautes-Terres méridionales, des Hautes-Terres occidentales, des Hautes-Terres orientales et de Simbu vers 2 000 m d'altitude.

## Description
Choerophryne darlingtoni mesure de 19 à 23 mm pour les mâles et de 22 à 27 mm pour les femelles.
Elle ne se distingue de Choerophryne fafniri, qui vit dans les mêmes biotopes, que par son chant.

## Étymologie
Cette espèce est nommée en l'honneur de Philip Jackson Darlington Jr. (1904–1983) du Museum of Comparative Zoology, qui a collecté les spécimens décrits en octobre 1944.

## Publication originale
- Loveridge, 1948 : New Guinean Reptiles and Amphibians in the Museum of Comparative Zoölogy and United States National Museum. Bulletin of the Museum of Comparative Zoology at Harvard College, vol. 101, no 2, p. 305-430 (texte intégral).